# São Domingos do Norte
São Domingos do Norte là một đô thị thuộc bang Espírito Santo, Brasil. Đô thị này có diện tích 298,9 km², dân số năm 2007 là 7863 người, mật độ 26,25 người/km².